# Collines
Collines (Frans voor 'heuvels') is een van de twaalf departementen van Benin en ligt in het centrale deel van dat land.
Collines is het enige departement van Benin dat een landgrens heeft aan zowel de oost- als de westkant. In 2006 woonden in het departement ongeveer 626.000 mensen. Collines is ruim 13.500 vierkante kilometer groot en heeft Dassa-Zoumè als hoofdstad.

## Demografie

### Bevolkingsgroepen
- Nagot: 26,5%
- Mahi: 25,7%
- Idaasha: 14,9%
- Fon: 13%
- Ife: 4,8%

### Religies
- Christendom: 59,3%
- Islam: 14,1%
- Voodoo: 14,3%

## Grenzen
Collines grenst in het noordwesten aan het departement Atacora en in het noordoosten aan het departement Alibori. De zuidgrens wordt gevormd met Zou en de zuidoostgrens met Plateau. In het westen heeft Collines een landgrens met de regio Plateaux van Togo. In het oosten is dat met de staten Oyo en Ogun van Nigeria.

## Geschiedenis
Collines werd gecreëerd op 15 januari 1999, toen het departement werd afgesplitst van de provincie Zou. Beide werden toen een departement. Collines had tot 2016 nog geen hoofdstad toegewezen gekregen en in de praktijk vervulde Savalou die functie. In dat jaar werd Dassa-Zoumè de officiële hoofdstad (prefectuur).

## Communes
Het departement is verder verdeeld in zes communes:
- Bantè
- Dassa-Zoumè
- Glazoué
- Ouèssè
- Savalou
- Savè

Alibori · Atacora · Atlantique · Borgou · Collines · Donga · Couffo · Littoral · Mono · Ouémé · Plateau · Zou